# Eparchie petrozavodská
Eparchie Petrozavodsk je eparchie ruské pravoslavné církve nacházející se v Rusku.

## Území a titul biskupa
Zahrnuje správní hranice území městského okruhu Petrozavodsk, také Kondopožského, Lachděnpochského, Medvežjegorského, Oloněckého, Pitkjarantského, Prioněžského, Prjažinského, Pudožského, Sortavalského a Suojarvského rajónu republiky Karélie.
Eparchiálnímu biskupovi náleží titul biskup petrozavodský a karelský.

## Historie
Pravoslaví na území Korelské země se již pravděpodobně vyskytovalo před rokem 1227, kdy došlo ke křtu mnoha příslušníků kmene Karelů knížetem Jaroslavem Vsevolodovičem. Mladý Švédský stát často rozšiřoval své majetky a napadal zemi Karelů. Švédové se často uchylovali k podpoře katolické církve a rozpory mezi katolickou a pravoslavnou církví se často stávaly záminkou švédské agrese.
Roku 1589 byla zřízena korelská eparchie a jejím biskupem se stal archimandrita monastýru Simonov Silvestr. Jeho sídlem byla pevnost Korela.
V letech 1708 až 1764 existovala eparchie korelská a ladožská patřící do novgorodské metropole.
Pro zlepšení církevní správy a církevního života byl dekretem carevny Kateřiny II. Veliké zřízen dne 26. února 1764 oleněcký a kargopolský vikariát novgorodské eparchie. Sídlem vikáře byl Alexandro-Svirský monastýr ve Staré Slobodě. 
Dne 15. května 1787 došlo dekretem  carevny Kateřiny Veliké ke spojení oleněckého vikariátu s archangelskou eparchií.
Dne 5. října 1798 dekretem cara Pavla I. byly petrozavodské, oloněcké, kargopolské, vytěgorské a pudožské farnosti převedeny do jurisdikce novgorodské eparchie.
Od začátku 19. století byl sever Oloněcké gubernie jedním z velkých center Starověrců.
Dne 22. května 1828 byla rozhodnutím Nejsvětějšího synodu zřízena samostatná oloněcká eparchie s centrem v Petrozavodsku. Prvním eparchiálním biskupem se stal biskup starorusský a vikář novgorodské eparchie Ignatij (Semjonov).
Zpočátku byl katedrálním chrámem sobor svatých apoštolů Petra a Pavla a následně roku 1872 se hlavním chrámem stal sobor Seslání Ducha svatého.
Ve 20. a 30. letech 20. století existoval spolu s oloněckou eparchií také renovační karelská eparchie. Chrámy v Karélii často přecházeli pod jurisdikci renovátorů a zase naopak.
Roku 1929 se hranice eparchie srovnaly s hranicemi Karelskou autonomní sovětskou socialistickou republikou.
Pote co vyhořel petropavlovský a voskreesenský sobor a byl uzavřen chrám svatého Alexandra Něvského a sobor Seslání Ducha svatého, příznivci moskevského patriarchátu přišli také o všechny ostatní chrámy. Roku 1929 byl s rozhodnutím NKVD po zaslání žádosti farní rady soboru Seslání Ducha svatého převeden z renovačního schizmatu chrám svaté Kateřiny do jurisdikce Moskevského patriarchátu. Tento chrám byl až do konce 30. let hlavním chrámem biskupa. Roku 1937 měl moskevský patriarchát v oblasti Karelské ASSR 26 fungujících chrámů.
Během Velké čistky v letech 1937-1938 byli potlačení jak renovační duchovenstvo tak příznivci patriarchátu.
Během Velké vlastenecké války došlo od července 1941 k dalšímu zavírání chrámů. Na okupovaném území Karélii došlo k obnově náboženského života v letech 1941-1944 působením pravoslavných (vojenských) kněží Finské autonomní pravoslavné církve Konstantinopolského patriarchátu. Mezi jeromonachy této církve byly např. také rusové Pavel (Olmari), pozdější hlava této církve a Mark (Šavykin), pozdější biskup ladožský a vikář leningradské eparchie.
V osvobozeném Petrozavodsku se nacházel jen jediný ruský kněz. Dne 28. srpna 1944 byla sprava eparchie svěřena pskovskému arcibiskupovi Grigoriju (Čukovi). Roku 1947 získala eparchie svého biskupa a její jméno se změnilo na  Petrozavodsk a Oloněc. Roku 1949 byla správa znovu svěřena leningradskému metropolitovi. V letech 1962 až 1986 měla eparchie jen čtyři farnosti.
Dne 19. července 1990 získala eparchie znovu svůj samostatný status a 14. srpna byl archimandrita Manuil (Pavlov) rukopoložen patriarchou Alexijem II. na jejího biskupa.
Dne 29. května 2013 byla rozhodnutím Svatého synodu zřízena z části území eparchie nová eparchie kostomukšská, která se stala součástí nově vzniklé karelské metropole.

## Seznam biskupů

### Korelská eparchie
- 1598–1612 Silvestr
- 1613–1616 Pavel

### Oleněcký a Kargopolský vikariát
- 1764–1767 Ioann (Nikitin)
- 1767–1774 Antonij (Feofanov)
- 1774–1775 Veniamin (Krasnopěvkov-Rumovskij)
- 1775–1782 Ioannikij (Mikrickij)
- 1782–1783 Viktor (Onisimov)
- 1783–1786 Amvrosij (Serebrennikov)

### Oleněcká a Archangelská eparchie
- 1787–1798 Veniamin (Krasnopěvkov-Rumovskij)

### Oleněcká a Petrozavodská eparchie
- 1828–1842 Ignatij (Semjonov)
- 1842–1850 Venedikt (Grigorovič)
- 1850–1851 Damaskin (Rossov), odmítl jmenování
- 1851–1869 Arkadij (Fjodorov)
- 1869–1877 Ionafan (Rudněv)
- 1877–1882 Palladij (Pjankov)
- 1882–1897 Pavel (Dobrochotov)
- 1897–1901 Nazarij (Kirillov)
- 1901–1905 Anastasij (Opockij)
- 1905–1908 Misail (Krylov)
- 1908–1916 Nikanor (Naděždin)
- 1916–1919 Ioannikij (Ďačkov)
- 1919–1919 Veniamin (Kazanskij), dočasný administrátor, svatořečený mučedník
- 1919–1920 Jevgenij (Mercalov)
- 1920–1927 Jevfimij (Lapin)
- 1924–1925 Venedikt (Plotnikov), dočasný administrátor
- 1926–1926 Grigorij (Lebeděv), dočasný administrátor, svatořečený mučedník
- 1926–1927 Gavriil (Vojevodin), dočasný administrátor
- 1927–1928 Vasilij (Dochtorov), dočasný administrátor
- 1928–1928 Sergij (Grišin)
- 1928–1930 Artemij (Ilinskij)
- 1930–1935 Feodor (Jakovcevskij)
- 1936–1936 Boris (Šipulin), nepřevzal eparchii
- 1936–1936 Palladij (Šerstěnnikov)

### Petrozavodská a Oloněcká eparchie
- 1944–1947 Grigorij (Čukov), dočasný administrátor
- 1947–1948 Nektarij (Grigorjev)
- 1948–1949 Venedikt (Pljaskin)
  - 1949–1990 eparchie ve správě leningradských metropolitů
- 1990–1996 Manuil (Pavlov)

### Petrozavodská a Karelská eparchie
- 1996–2013 Manuil (Pavlov)

### Petrozavodská eparchie
- 2013–2015 Manuil (Pavlov)
- 2015–2015 Lev (Cerpickij), dočasný administrátor
- od 2015 Konstantin (Gorjanov)